# Lya ljunghed och Älemossen
Lya ljunghed och Älemossen este o arie protejată (arie specială de conservare — SAC, sit de importanță comunitară — SCI) din Suedia întinsă pe o suprafață de 230,5 ha, integral pe uscat.

## Localizare
Centrul sitului Lya ljunghed och Älemossen este situat la coordonatele 56°23′40″N 12°53′51″E / 56.3944°N 12.8976°E.

## Înființare
Situl Lya ljunghed och Älemossen a fost declarat sit de importanță comunitară în ianuarie 1997 pentru a proteja un număr necunoscut de specii din flora spontană și fauna sălbatică aflate în arealul zonei. Situl a fost protejat și ca arie specială de conservare în martie 2011.

## Biodiversitate
Situată în ecoregiunea continentală, aria protejată conține 9 habitate naturale: Turbării active, Mlaștini oligotrofe degradate, capabile încă de regenerare naturală, Mlaștini turboase de tranziție și turbării mișcătoare, Păduri aluvionare cu Alnus glutinosa și Fraxinus excelsior (Alno-Padion, Alnion incanae, Salicion albae), Formațiuni ierboase bogate în specii de Nardus, dezvoltate pe substraturi silicioase în zone montane (și în zone submontane, în Europa continentală), Pajiști umede nord-atlantice cu Erica tetralix, Formațiuni de Juniperus communis pe lande sau pajiști calcaroase, Pajiști uscate europene, Mlaștini împădurite.
La baza desemnării sitului se află un număr nedeclarat de specii protejate.